# Елизабет Ротър
Елизабет Ротър (на английски: Elizabeth Rotter) е американска писателка на произведения в жанра съвременен и регентски любовен роман. Пише под псевдонимите Елизабет Неф Уокър (на английски: Elizabeth Neff Walker) и Лора Матюс (на английски: Laura Matthews).

## Биография и творчество
Елизабет „Неф“ Уокър Ротър е родена на 12 август 1944 г. в Питсбърг, Пенсилвания, САЩ. Има двама братя. Израства в предградието „Плежънт Хилс“. Като ученичка пише кратки разкази. Учи в колежа „Пемброук“ на университета „Браун“ в Провидънс, Род Айлънд. След дипломирането си се премества в Сан Франциско и работи на различни чиновнически места – в компания за подправки, архитектурна фирма и по проект за психологически изследвания.
През 1966 г. се омъжва за Пол Ротър, архитект. Двойката напуска Сан Франциско и се установява в Лондон за две години и половина. Престоят им там и дава много преживявания свързани с историята и я вдъхновява за написване на бъдещите ѝ творби.
Започва да пише любовни романи през март 1978 г. Първият ѝ роман „The Seventh Suitor“ е публикуван през 1979 г. под псевдонима Лора Матюс, съставен от имената на децата ѝ.
В произведенията на писателката се разглеждат съвременните отношения и възможностите за справяне с реалните проблеми, с които жените се сблъскват при връзката си с днешните мъже. В голяма част от тях сюжетът е свързан с герои работещи в болнични заведения. За своите регентски любовни романи се вдъхновява от някои исторически бележки или на базата на дневници от това време.
Елизабет Ротър живее със семейството си в Сан Франциско.

## Произведения

### Като Елизабет Неф Уокър и Елизабет Уокър

#### Самостоятелни романи
- Paper Tiger (1983) – като Елизабет Уокър
- Antique Affair (1984)
- That Other Woman (1984)
- Paternity (1985)
- The Loving Seasons (1989) – като Елизабет Уокър
- Heart Conditions (1994) – като Елизабет Уокър
- The Healing Touch (1995)
- Fever Pitch (1995)
Симптоми на страстта, изд.: ИК „Компас“, София (1997), прев. Мария Нешкова
- The Best Medicine (1996)
- An Abundant Woman (1998)
- And One to Grow on (2000)
- More Than This (2013)

### Като Лора Матюс

#### Самостоятелни романи
- The Seventh Suitor (1979)
- The Nomad Harp (1980)
- The Aim of a Lady (1980)
- A Curious Courting (1980)
- A Baronet's Wife (1981)
- Holiday in Bath (1981)
- The Lady Next Door (1981)
- In My Lady's Chamber (1981)
- A Very Proper Widow (1982)
- Lord Greywell's Dilemma (1983)
- The Ardent Lady Amelia (1984)
- Emotional Ties (1984)
- The Proud Viscount (1987)
- Miss Ryder's Memoirs (1988)
- Lord Clayborne's Fancy (1989)
- Alicia (1992)
- The Village Spinster (1993)
- A Fine Gentleman (1999)
- A Prudent Match (2000)
- A Rival Heir (2002)